# 데르수 우잘라
《데르수 우잘라》(デルス・ウザーラ, Dersu Uzala)는 러시아(구 소련)에서 제작된 구로사와 아키라 감독의 1975년 모험, 드라마 영화이다. 러시아의 탐험가 블라디미르 아르세녜프의 동명의 저서를 바탕으로 제작되었다. 막심 문주크 등이 주연으로 출연하였고 마츠에 요이치 등이 제작에 참여하였다.

## 출연
- 막심 문주크 - 데르수 우잘라 역
- 유리 솔로민 - 블라디미르 아르센예프 역

- 스베틀라나 다닐첸코 - 안나 콘스탄티노브나 아르센예바 (블라디미르의 아내) 역
- 드미트리 코르시코프 - 보바 역
- 수이멘쿨 초크모로프 - 찬바오 역
- 블라디미르 크레메나 - 투르트이긴 역
- 알렉산드르 퍄트코프 - 올렌티예프 역

## 기타
- 원작자: 블라디미르 아르센예프